# Nikki SooHoo
Nikki SooHoo, née le 20 août 1988, est une actrice sino-américaine. En 2018, elle incarne Betty Finn dans l'adaptation télévisée de Heathers basée sur le film du même nom.

## Biographie
SooHoo a étudié à l'École des arts d'Orange County et a obtenu un diplôme en arts et cultures du monde à l'Université de Californie à Los Angeles.

## Filmographie
| Année | Titre                            | Rôle                  |
| ----- | -------------------------------- | --------------------- |
| 2004  | Fields of Mudan                  | Lin                   |
| 2005  | East of Normal, West of Weird    | Becca                 |
| 2005  | Phil du futur                    | Fiona Lanky           |
| 2005  | Testing Bob                      | Une Pom-pom girl      |
| 2006  | Drake et Josh                    | Une ado               |
| 2006  | La Guerre à la maison            | Sue Ling              |
| 2006  | Stick It                         | Wei Wei Yong          |
| 2007  | La Vie de palace de Zack et Cody | Fille du saloon #2    |
| 2009  | A Marriage                       | Amelia                |
| 2009  | American Girls 5                 | Christina             |
| 2009  | Private Practice                 | Kelli                 |
| 2009  | Lovely Bones                     | Denise "Holly" Le Ang |
| 2010  | Super Hero Family                | Lisa                  |
| 2012  | Music High                       | Natasha               |
| 2012  | All the Wrong Places             | Kai                   |
| 2013  | Crush                            | Maya                  |
| 2013  | Hell's Kitchen                   | Elle-même             |
| 2014  | Pretty Little Liars              | Brenda                |
| 2016  | Shimmer et Shine                 | Princesse Samira      |
| 2016  | Miss 2059                        | Arden Young           |
| 2016  | Chalk it Up                      | Calli                 |
| 2017  | Speecheless                      |                       |
| 2018  | Heathers                         | Betty Finn            |
| 2019  | Le charme de Noël                | Maxime                |